# Airon-Notre-Dame
Airon-Notre-Dame är en kommun i departementet Pas-de-Calais i regionen Hauts-de-France i norra Frankrike. Kommunen ligger i kantonen Berck som tillhör arrondissementet Montreuil. År 2022 hade Airon-Notre-Dame 259 invånare.

## Befolkningsutveckling
Antalet invånare i kommunen Airon-Notre-Dame
| Referens: INSEE |